# Firbeix
Firbeix je obec v departmentu Dordogne v Akvitánii v jihozápadní Francii.

## Geografie
Sousední obce: Dournazac, Bussière-Galant, Saint-Pierre-de-Frugie, La Coquille a Mialet.

## Památky
- zámek Firbeix z 18. století
- kostel sv. Štěpána z 19. století

## Populace
Počet obyvatel

## Osobnosti obce
- Pierre Basile, rytíř, který způsobil smrt Richarda Lvího srdce; jeho panství sahalo na území obce